# A25 (motorväg, Portugal)

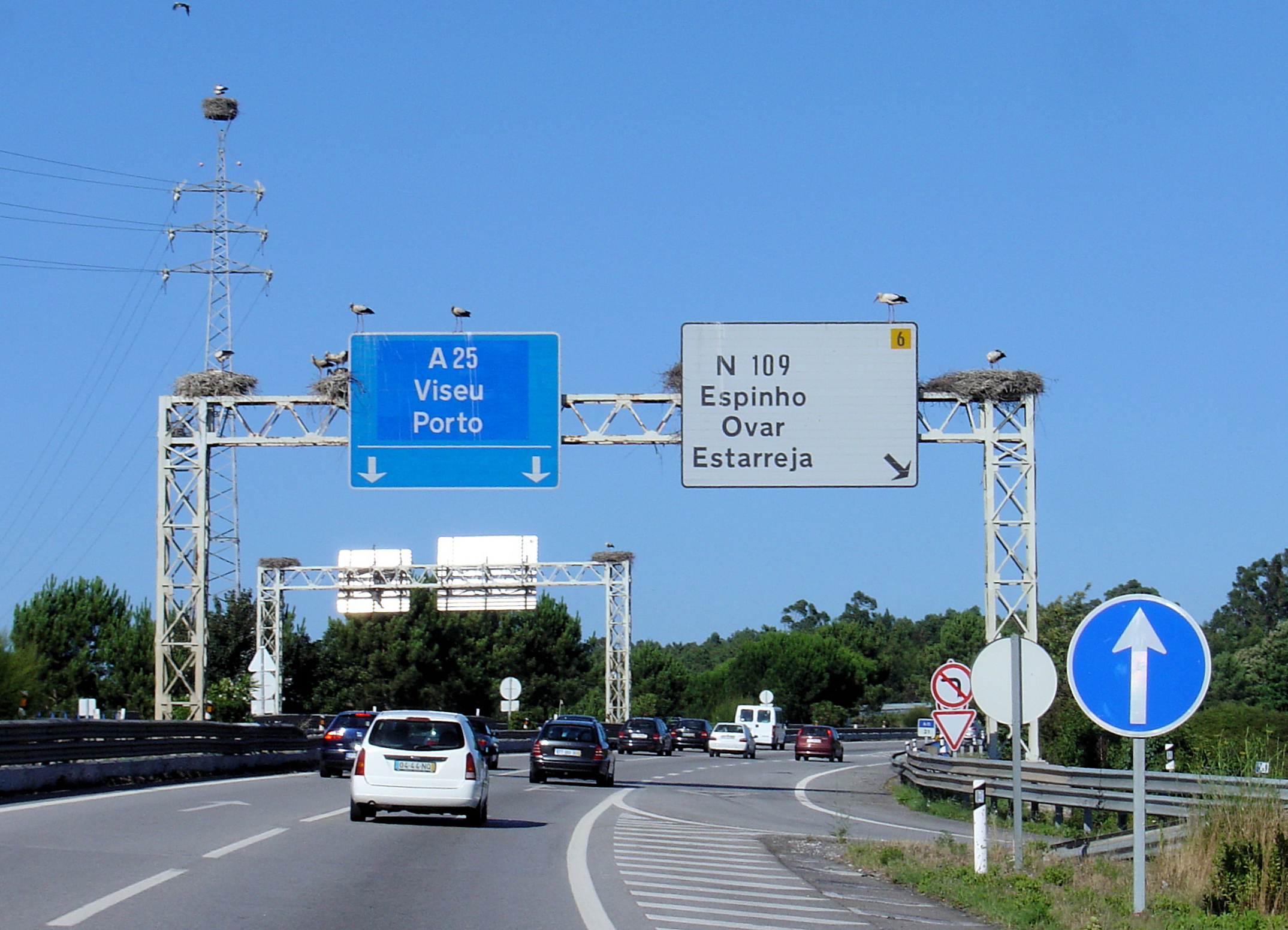
Storkbon vid A25

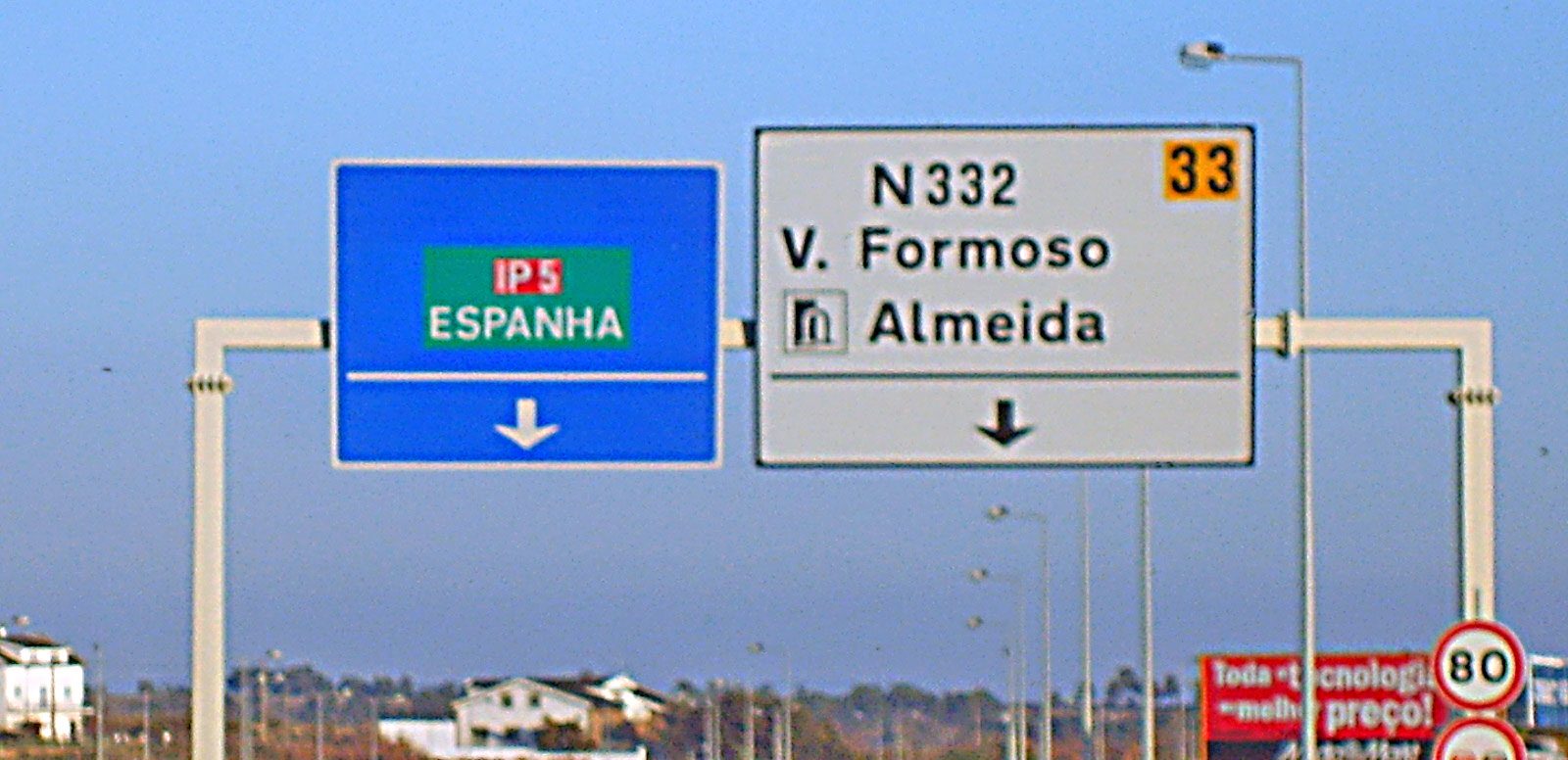
A25

A 25, även känd som Auto-estrada das Beiras Litoral e Alta, är en motorväg i Portugal som går sträckan Aveiro - Vilar Formoso. Den passerar olika typer av landskap, från slätterna i Beira Litoral till högslätten vid gränsen till Spanien. Längden är 197 km.
Längden är 197 km.

## Vägens historia
A25, var tidigare känd som IP5, och byggdes om till motorväg eftersom IP5 hade många konstruktionsfel och mycket höga olyckstal. IP5 ansågs vara den farligaste vägen i Portugal och den 3:e farligaste i världen.
| Trafikolyckor            | IP5 | A25 | Förändring |
| ------------------------ | --- | --- | ---------- |
| Olyckor med personskador | 134 | 92  | - 31%      |
| Dödsoffer                | 17  | 4   | - 76%      |

## Avfarter

### Aveiro - vilar formoso
| Avfart nummer | Avfartens namn             | Anslutande väg |
| ------------- | -------------------------- | -------------- |
|               | Barra                      |                |
| 1             | Gafanha da Encarnação      | R 591          |
| 2             | Gafanha da Nazaré          | R 590          |
| 3             | Piramides                  |                |
| 4             | Esgueira                   | N 109          |
| 5             | Aveiro (nascente) / A 17   | A 17           |
| 6             | Angeja / Zona Industrial   |                |
| 7             | Angeja (poente) / A 1      | A 1            |
| 8             | Albergaria-a-Velha         | IC 2           |
| 9             | Carvoeiro                  | R 575          |
| 10            | Talhadas                   | N 328          |
| 11            | Reigoso                    | R 517          |
| 12            | Cambrainho                 | N 333          |
| 13            | Vouzela                    | N 228          |
| 14            | Vouzela (nascente)         |                |
| 15            | Ventosa                    |                |
| 16            | Boa Aldeia (poente)        | N 228          |
| 17            | Fail / Coimbra / Vila Real | A 24 IP 3      |
| 18            | Viseu (sul)                | N 231          |
| 19            | Viseu (poente)             | (N 2)          |
| 20            | Caçador                    | N 18           |
| 21            | Fagilde                    | N 16           |
| 22            | Mangualde                  | N 234          |
| 23            | Chãs de Tavares            | N 16           |
| 24            | Fornos de Algodres         | N 16           |
| 25            | Celorico da Beira (poente) | N 16           |
| 26            | Celorico da Beira (sul)    | N 17 EN 102    |
| 27            | Ratoeira                   | N 16           |
| 28            | Açores                     |                |
| 29            | Guarda                     |                |
| 30            | Pinhel / A 23              | A 23 N 221     |
| 31            | Pínzio                     |                |
| 32            | Alto de Leomil             | N 324          |
| 33            | Vilar Formoso              | N 332          |